# Electro (Marvel)
Electro is de naam van verschillende fictieve superschurken uit de strips van Marvel Comics. Zo verschenen er twee superschurken met de naam Electro in Marvels voorlopers Timely Comics en Atlas Comics.
De meest bekende Electro is Maxwell Dillon, een superschurk en vaste vijand van Spider-Man. Hij werd bedacht door Stan Lee en Steve Ditko en verscheen voor het eerst in The Amazing Spider-Man #9 (februari 1964).

## Biografie
Maxwell Dillon is de zoon van Jonathan en Anita Dillon. Jonathan was een accountant, maar had moeite om een baan te houden. Daarom verhuisden Max en zijn ouders vaak, wat het voor Max moeilijk maakte om vrienden te maken. Zijn heethoofdige vader verliet zijn gezin toen Max acht was. Anita werd hierdoor enorm beschermend tegenover Max, wat leidde tot Max’ minderwaardigheidscomplex; iets dat hem ook later als superschurk dwars zou blijven zitten.
Jaren later wilde Max een elektrisch monteur worden. Anita wilde niet dat Max kwaad zou worden als hij faalde, en overtuigde hem daarom dat hij niet slim genoeg was voor zo’n baan. Daarom werd hij kabelmonteur voor een elektriciteitsbedrijf. Terwijl hij bezig was een hoogspanningskabel te repareren, zorgde een bizar ongeluk met een bliksem ervoor dat Max’ zenuwstelsel een mutatie onderging en Max veranderde in een levende elektrische condensator. Hij nam de naam Electro aan en begon met een leven als superschurk.
Bij zijn eerste misdrijf brak hij in bij het hoofdkantoor van de krant Daily Bugle, en roofde de kluis van J. Jonah Jameson leeg, recht voor Jamesons neus. Jameson beschuldigde Spider-Man van de misdaad door te beweren dat Electro en Spiderman een en dezelfde waren. Dit leidde tot Electro’s eerste confrontatie met Spider-Man, die wilde bewijzen dat Jameson ernaast zat. Spider-Man kwam bijna om het leven toen hij de elektrisch geladen superschurk aanraakte, maar wist hem uiteindelijk te verslaan door hem met een brandslang nat te spuiten en zo kortsluiting te laten maken.
Electro heeft Spider-Man sindsdien ontelbare malen bevochten, zowel in zijn eentje als lid van een groep zoals de Sinister Six. Ook vocht hij tegen andere superhelden zoals Daredevil en de Fantastic Four. Ondanks zijn enorme kracht werd hij bijna altijd verslagen, meestal als gevolg van het feit dat zijn tegenstander hem te slim af was of gebruik maakte van zijn zwakte voor water. Toen de gestoorde Spider-Man kloon Kaine vijanden van Spider-Man begon te vermoorden, vreesde Electro voor zijn leven en sloot zicha an bij Mysterio’s Sinister Seven: een team speciaal samengesteld om Kaine te bevechten. Nadat Kaine was verslagen besloot Electro te stoppen met zijn carrière als superschurk.
Dit veranderde toen The Rose akkoord ging om een experimentele techniek die Electro’s gaven kon versterken te financieren, in ruil voor Electro’s diensten als haar helper. Electro zag dit als zijn kans om eindelijk succes te boeken en ging akkoord. Nadat hij zijn schuld aan Rose had betaald door enkele van haar vijanden te verslaan, probeerde Electro zijn nieuwe krachten te demonstreren door de elektriciteitsvoorraad van heel New York over te nemen. Spider-Man wist hem te stoppen. Electro wierp zichzelf hierna in de Hudson terwijl zijn lichaam geheel was opgeladen, en kwam blijkbaar om in de ontploffing die ontstond toen hij het water raakte.
Electro overleefde dit echter en keerde later terug als lid van de nieuwe Sinister Six. Wel had hij zijn oude krachten weer terug. Deze groep viel uit elkaar toen Venom zijn teamgenoten verraadde en ze een voor een probeerde te vermoorden. Hij vocht ook tegen Electro en liet hem voor dood achter. Electro overleefde wederom. Weer later werd hij lid van de Sinister Twelve, samengesteld door de Green Goblin.

## Krachten en vaardigheden
Electro kan enorme hoeveelheden elektriciteit genereren met 1000 volt per minuut. Theoretisch kan hij tot maximaal 1 miljoen volt aan stroom opslaan in zijn lichaam. Als zijn lichaam is opgeladen met elektriciteit wordt hij supersterk en snel. Daarnaast kan hij zijn elektriciteit via zijn vingertoppen afvuren. De elektrische ladingen die hij hierbij afvuurt zijn sterk genoeg om een normaal mens te doden.
Verder kan Electro over hoogspanningskabels glijden door de elektriciteit in de kabels te gebruiken voor voortstuwing. Ook kan hij elektrische apparaten mentaal besturen. Toen hij tijdelijk in de gevangenis zat, gaf Dr. Octopus hem het idee om metalen te ioniseren of petroleum in brandstoftanks te doen ontbranden om zo explosies te creëren.
Electro is echter niet een van de slimste superschurken, en zijn tegenstanders zijn hem dan ook vaak te slim af. Verder is hij, zeker in zijn opgeladen vorm, enorm kwetsbaar voor water.
Een experimentele procedure vergrootte tijdelijk Electro’s krachten, waardoor hij een bijna ongelimiteerde hoeveelheid elektriciteit in zijn lichaam kon opslaan. Ook kreeg hij toen een gelimiteerde controle over magnetisme, gelijk aan de krachten van Magneto.

## Ultimate Electro
In het Ultimate Marvel universum verkreeg Electro zijn krachten als gevolg van experiment. Ook zijn uiterlijk is anders dan dat van zijn tegenhanger uit de standaard strips. Ultimate Electro is kaal, draagt een zwart leren kostuum, en heeft een aantal grote brandlittekens.
Als resultaat van een experiment door Justin Hammer, verkreeg Max Dillon de gave om elektriciteit te kunnen opwekken en beheersen. Hammer bood Electro’s diensten aan bij Kingpin, in ruil voor enkele contracten. Spider-Man vocht tegen Electro en de Enforcers toen hij Kingpins hoofdkwartier doorzocht naar bewijs om Kingpin op te laten sluiten. Dit gevecht werd Spider-Man bijna fataal, totdat hij een waterpijp wist open te breken en Electro kon kortsluiten, wat de superschurk in een coma deed belanden.
Toen Electro bijkwam probeerde hij te ontsnappen uit de gevangenis, enkel om te worden gestopt door de Ultimates. Hij werd hierna opgesloten in de S.H.I.E.L.D. gevangenis samen met Sandman, Kraven the Hunter, Dr. Octopus en de Green Goblin. De vijf braken uit en dwongen Spiderman om met hen mee te werken. Deze groep, de Ultimate Six genaamd, werd geconfronteerd door de Ultimates, waarbij Thor Electro versloeg.

## Timely Comics/Atlas Comics Electro’s
Het eerste stripboekkarakter met de naam Electro, was een robot superheld uit de strips van Marvel Comics’ Golden Age voorloper Timely Comics. Deze werd bedacht door Steve Dahlman, en verscheen in Marvel Mystery #4–19 (Februari. 1940 – Mei 1941).
Marvels tweede Electro was een communistische superschurk, gecreëerd door Marvel Comics andere voorloper Atlas Comics tijdens een onsuccesvolle poging de oude superhelden uit de Golden Age nieuw leven in te blazen. Deze Electro, een Sovjet burger genaamd Ivan Kronov, verscheen in een zes pagina’s tellend verhaal van Captain America (September. 1954). Dit verhaal werd getekend door John Romita Sr., en bijna zeker (hoewel er onenigheid over bestaat) bedacht Stan Lee. Vele jaren later kwam deze Electro een keer voor in What If? Vol. 1, #9 (Juni 1978), in een verhaal dat toonde wat er gebeurt zou zijn als de Avengers al waren gevormd gedurende de jaren 50 van de 20e eeuw. Ook verscheen hij in een flashback in Captain America Annual #13 (1994).

## Electro in andere media

### Films
- Electro is de hoofdschurk in de film The Amazing Spider-Man 2, waar zijn rol wordt vertolkt door Jamie Foxx.
- In de film Spider-Man: No Way Home keert Jamie Foxx terug als Electro als hij uit het universum waar The Amazing Spider-Man zich afspeelt wordt gehaald naar het Marvel Cinematic Universe, het universum waar Spider-Man: No Way Home zich afspeelt. Zijn bliksem krachten zijn hier ook geel en niet blauw zoals in The Amazing Spider-Man 2, Electro denkt dat hij tegen de Spider-Man vecht uit zijn wereld die wordt gespeeld door Andrew Garfield, maar in plaats daarvan vecht hij tegen de Spider-Man die wordt gespeeld door Tom Holland. Uiteindelijk wordt Electro opgesloten door Dr. Strange samen met Lizard (Marvel) uit het universum waar The Amazing Spider-Man zich afspeelt, en met Dr. Octopus, De Green Goblin en Sandman (Marvel) uit het universum waar de Sam Rami trilogie zich afspeelt.

### Televisieseries
- Electro’s eerste televisieoptreden was in de animatieserie Spider-Man uit 1967.
- In de animatieserie Spider-Man uit de jaren 90 stond Electro oorspronkelijk niet gepland, omdat rond de tijd dat de serie werd gemaakt ook een Spider-Manfilm gepland stond, waarin Electro en Sandman de schurken zouden zijn. Toen de film werd afgeblazen, verscheen Electro alsnog in de animatieserie. In de serie is Electro de zoon van de Red Skull en beduidend sterker dan zijn stripversie, aangezien hij in staat is de schakelsystemen van machines over te nemen. Zijn stem werd gedaan Philip Proctor.
- In de serie Spider-Man: The New Animated Series uit 2003 is Max Dillon een nerdachtige student en vriend van Peter Parker. Tijdens een regenbui wordt hij door de bliksem getroffen en veranderd in Electro. Spider-Man bevecht hem, en weet hem te verslaan door hem via stroomkabel onder de grond op te sluiten in het elektriciteitsnet van de stad. 
 Enkele afleveringen later keert Electro weer terug en probeert zijn oude vriendin Sally in een tweede Electro te veranderen. Spider-Man weet hem nu op te sluiten in een speciale elektrische generator doos van Oscorp, en gooit deze in de rivier waardoor Electro voorgoed wordt vernietigd.

### Videospellen
- Electro verscheen ook regelmatig in Spider-Mancomputerspellen. Hij is zelfs de hoofdvijand in het spel Spider-Man 2: Enter Electro.
- Electro is een van de vele schurken uit de serie The Spectacular Spider-Man.